# Cristian (Brașov)
Cristian (in ungherese Keresztényfalva, in tedesco Neustadt-Burzenland) è un comune della Romania di 4300 abitanti, ubicato nel distretto di Brașov, nella regione storica della Transilvania.